# ポアンカレ写像

ポアンカレ写像

力学系理論におけるポアンカレ写像（ポアンカレしゃぞう、英: Poincaré map）とは、連続力学系を次元が1つ低い離散力学系に簡約化する方法である。特に周期軌道やカオス軌道のような、何度も回り続けるような軌道を調べる際にポアンカレ写像は効果を発揮する。
連続力学系の相空間内にポアンカレ断面や切断面と呼ばれる次元が1つ低い超曲面（例えば相空間が3次元のときは曲面、相空間が2次元のときは曲線）を考える。連続力学系の軌道がポアンカレ断面を繰り返し横切るとき、ポアンカレ断面上では点が移っていくような写像を定義できる。これをポアンカレ写像という。周期的な非自律系ではその周期間隔で軌道を記録する手法もあり、これを非自律系のポアンカレ写像やストロボ写像という。
ポアンカレ写像は、アンリ・ポアンカレによって天体力学の研究の中で導入された。ポアンカレ写像の概念は、1881年から1886年にかけて発表されたポアンカレの論文「微分方程式によって定義される曲線について」（Mémoire sur les courbes définies par une équation différentielle および Sur les courbes définies par les équations différentielles）の中に見られる。

## 趣旨、および利点と限界

連続力学系（流れ）の軌道は、相空間内の一つの曲線として表される。レスラー方程式における xyz 空間上の軌道の様子。

力学系とは、簡単に言うと、状態が時間とともに変化するシステムで、その変化の法則が決定論的な形で与えられているものである。力学系には、実数 R の連続的な時間に従う変化を記述するものがあり、これは連続力学系や流れと呼ばれる。通常、連続力学系は微分方程式ないしベクトル場の形で与えられる。連続力学系の例として、独立変数を t ∈ R 、従属変数を (x1, x2, x3) ∈ R3 とする次のような常微分方程式を考える。
{\displaystyle {\begin{cases}{\dfrac {dx_{1}}{dt}}=f_{1}(x_{1},x_{2},x_{3})\\{\dfrac {dx_{2}}{dt}}=f_{2}(x_{1},x_{2},x_{3})\\{\dfrac {dx_{3}}{dt}}=f_{3}(x_{1},x_{2},x_{3})\\\end{cases}}}
従属変数 (x1, x2, x3) を1つの列ベクトルと見なし、この式を次のようにも表す。
{\displaystyle {\frac {d{\boldsymbol {x}}}{dt}}=f({\boldsymbol {x}})}
{\displaystyle {\boldsymbol {x}}=(x_{1},x_{2},x_{3})^{\top }}
{\displaystyle {\dfrac {d{\boldsymbol {x}}}{dt}}=\left({\dfrac {dx_{1}}{dt}},{\dfrac {dx_{2}}{dt}},{\dfrac {dx_{3}}{dt}}\right)^{\top }}
{\displaystyle f=(f_{1},f_{2},f_{3})^{\top }}
上記の微分方程式に対し、従属変数 (x1, x2, x3) を座標軸とする3次元空間を考えることができ、これを相空間と呼ぶ。微分方程式の一つの解は相空間内の一つの曲線として表され、この曲線は連続力学系の軌道と呼ばれる。

連続力学系の軌道に対して設置したポアンカレ断面とポアンカレ写像の様子。O が3次元相空間中の連続力学系の軌道、Σ が3次元相空間内に設定された2次元のポアンカレ断面、P が Σ 上の点 x_{0} を Σ 上の点 x_{1} へ写すポアンカレ写像

一方で、相空間が3次元あるいはそれ以上の次元になると、軌道の追跡やアトラクターの構造解明には困難が伴い、軌道を描くことも難しくなる。アンリ・ポアンカレは、このような連続力学系の軌道を見るための単純化の手法を発見した。3次元相空間の中にとある2次元平面を考え、その平面を軌道が通過する点（平面と軌道の交点）を記録する。これらの平面上の点には、元の連続力学系の軌道の多くの情報が含まれており、元の軌道全体を調べる代替となりうる。点 x0 で軌道が平面を通過した後に、点 x1 で同じ向きに平面を通過するとすれば、点 x0 を点 x1 へ写す写像 P(x0) = x1 が定義できる。このような写像 P をポアンカレ写像と呼ぶ。軌道が通過する平面は、ポアンカレ断面などと呼ばれる。
力学系には、連続力学系のほかに整数 Z や自然数 N の離散的な時間に従う変化を記述するものもあり、これは離散力学系と呼ばれる。一般的に、離散力学系は差分方程式
{\displaystyle {\boldsymbol {x}}_{n+1}=f({\boldsymbol {x}}_{n})}
ないし、相空間 M から M への写像
{\displaystyle f:M\to M}
の形で与えられる。連続力学系の軌道が点の連続な変化であるのに対し、離散力学系の軌道は {x0, x1, x2, …, xn, …} や {x, f (x), f 2(x), …, f n(x), …} という集合で与えられる飛び飛びの点となる。ここで f n は f の n 回反復合成を表す。
微分方程式の軌道とポアンカレ断面の交点を時間の順序で並べて {x0, x1, x2, …} と表すと、ポアンカレ写像 P によって
{\displaystyle {\boldsymbol {x}}_{n+1}=P({\boldsymbol {x}}_{n})}
という離散力学系を定めることができる。すなわち、ポアンカレ断面上の交点 {x0, x1, x2, …} が、ポアンカレ写像によって定義される離散力学系の軌道となる。
以上のようなポアンカレ写像の導入によって、連続力学系の問題を、次元が1つ低い離散力学系の問題へと置き換えることができる。扱う問題の次元（変数）を1つ減らせるのはポアンカレ写像を考える第一の利点で、問題の研究を進めやすくしてくれる。また、微分方程式を扱うよりも写像を扱う方が一般的には容易いのも、ポアンカレ写像の有利な点である。
また、ポアンカレ写像では、元の連続力学系の軌道に対し、ポアンカレ断面以外の点は無視する。これにより、処理するデータ量を圧倒的に少なく抑えることができる。このようにポアンカレ写像は元の軌道のごく一部のみを観察する手法であるが、それでもなおポアンカレ写像の振る舞いには、元の軌道の周期性や安定性といった特徴が残される。ポアンカレ断面に、元の軌道の本質的な特徴をより認識しやすい形で示すことができる。特に連続力学系の周期軌道では、その性質の多くをポアンカレ写像によって表現できる。カオスを調べるときも、多くをポアンカレ写像の利用がとても有効である
しかし、任意の微分方程式に対してポアンカレ写像の構成できる一般的な方法は存在しない。ほとんどの場合で、ポアンカレ写像の具体的な形を書き下すのは非常に難しく、普通は不可能といってもよい。ポアンカレ写像の構成は、問題に応じて試行錯誤する必要がある。実際にポアンカレ断面上の軌道を得るには、往々にして数値計算に頼らざるを得ない。

## 定式化

### 一般の場合
独立変数を t ∈ R 、従属変数を x ∈ Rn とする自律系常微分方程式
{\displaystyle {\frac {d{\boldsymbol {x}}}{dt}}=f({\boldsymbol {x}})}
の解 x(t) が、Rn 全体で一意に存在すると仮定する。この解から、相空間を Rn とする流れ φ(t, x) が定まる。流れ φ(t, x) とは点 x が t 時間後に写る点を与える写像 φ : R × Rn → Rn を意味し、連続力学系を与える。
さらに、Rn 内でベクトル場 f に横断的な n − 1 次元超曲面 Σ を考える。ここで、Σ が f に横断的であるとは、Σ 上の任意の点 ξ で、ベクトル f (ξ) が
{\displaystyle f({\boldsymbol {\xi }})\cdot {\boldsymbol {n}}({\boldsymbol {\xi }})\neq 0}

左がベクトル場に対して横断的な Σ の例、右が横断的ではない Σ の例

を充たすことをいう。ただし、n(ξ) は ξ における Σ と直交するベクトルを、⋅ はベクトルの内積を表す。

R^{3} 上のポアンカレ写像 P(x) の説明図

そして、ξ ∈ Σ から出発する軌道が、τ 時間後にまた Σ 上に戻って来ると仮定する。すなわち、 ある τ = τ(ξ) > 0 があって、φ(τ, ξ) ∈ Σ である。Σ 上に戻って来ることは複数ありうるので、それらのうちの最小時間を τ(ξ) とする。このときの写像 Σ ∋ ξ ↦ φ(τ(ξ), ξ) ∈ Σ がポアンカレ写像である。特に、ξ を改めて x と表し、
{\displaystyle P({\boldsymbol {x}})=\varphi (\tau ({\boldsymbol {x}}),\ {\boldsymbol {x}})}
によって定まる写像 P(x) をポアンカレ写像と呼ぶ。
ポアンカレ写像 P は帰還写像（英: return map、英: first-return map）とも呼ばれる。横断的な曲面 Σ はポアンカレ断面（英: Poincaré section）や切断面（英: cross section）、横断面（英: cross section）と呼ばれる。流れによって Σ に戻って来る最小時間 τ は帰還時間と呼ばれる。
微分方程式全般で考えると、ポアンカレ写像が存在しない（定義できない）ことも多い。存在する場合も、ポアンカレ写像の定義域は Σ 全体ではなく、Σ の真部分集合 U ⊊ Σ となるのが一般である。ポアンカレ写像を繰り返し施すと途中から像が定義域 U を出る可能性もある。

### 周期軌道の場合

周期軌道 γ 近傍のポアンカレ写像 P(x) の説明図

微分方程式全般ではポアンカレ写像がうまく定義できるかは非自明だが、流れが周期軌道（閉曲線となる軌道）を持つときは、その周期軌道の近傍でポアンカレ写像の存在が次のように保証される。
自律系常微分方程式より定まる力学系に周期軌道が存在し、その周期軌道を γ とし、γ の周期を T とする。周期軌道上の点 x0 ∈ γ と交わるように n − 1 次元曲面 Σ を取る。Σ は x0 で γ と横断的に交わるように取れば、Σ はベクトル場  f に横断的なポアンカレ断面になる。
x0 から出発する軌道は時間 T 経過後に x0 に戻って来る。また、f (x) が C r 級（r ≥ 1）であれば、φ も C r 級である。よって、x0 に十分近い点 x ∈ Σ から出発する軌道は、x0 の近くに戻って来る。そのため、Σ 上で x0 の近傍 U ⊂ Σ を適当に取れば、U 上の任意の点 x から出発する軌道が Σ と再び交わるようにできる。こうして構成できる U から Σ への写像 P がポアンカレ写像である。

### 周期的な非自律系の場合（ストロボ写像）

周期 T の非自律系に対するポアンカレ写像（ストロボ写像）P(x)

相空間 R^{2} かつ周期 T の非自律系を拡大相空間 で考えたときのポアンカレ写像 P(x)

常微分方程式には、次のように、時間 t を陽に含む非自律系でなおかつ t について時間 T の周期性を持つ場合がある。
{\displaystyle {\dfrac {d{\boldsymbol {x}}}{dt}}=f(t,\ {\boldsymbol {x}})}
{\displaystyle f(t,\ {\boldsymbol {x}})=f(t+T,\ {\boldsymbol {x}})}
この微分方程式の流れ φ を、点 x ∈ Rn における時刻 t0 ∈ R も明記して φ(t, t0, x) と書き表すとする。時間 T に周期的な非自律系の特性として、φ(t, t0, x) = φ(t+T, t0+T, x) が成り立つ。
{\displaystyle \phi ({\boldsymbol {x}})=\varphi (T,0,{\boldsymbol {x}}))}
という写像 ϕ : R → R を定義すると、φ(nT, 0, x) = ϕn(x) であるので、x の t 時間後の位置は
{\displaystyle \varphi (t,0,{\boldsymbol {x}})=\varphi (t-kT,0,\phi ^{k}({\boldsymbol {x}}))}
と表すことができる。ここで、k は kT ≤ t < (k + 1)T を満たす整数である。
また、1次元トーラス T を周期 T によって剰余群 T = R/TZ で定義する。Z は整数全体の集合である。時間 T に周期的な非自律系の拡大相空間 Rn × R は、Rn × T と同一視できる。拡大相空間 Rn × T の中で軌道を考えると、ϕ : Rn → Rn は t = 0 ∈ T でポアンカレ断面を取って得られるポアンカレ写像 P : Rn → Rn に相当する。
元の微分方程式に戻って言うと、このポアンカレ写像は、微分方程式の解 x(t) を T 時間ごとに観察することに相当する。このような手法による非自律系のポアンカレ写像をストロボ写像や時間 T 写像とも呼ぶ。周期的にストロボを当てるように軌道を見る手法であることからストロボ写像と呼ばれる。

## 初等函数で表される例
微分方程式が求積可能であれば、ポアンカレ写像を初等函数で厳密に書き下すことができる。例として、極座標 (r, θ) の2次元自律系
{\displaystyle {\frac {dr}{dt}}=r(a-r^{2})}
{\displaystyle {\frac {d\theta }{dt}}=1}
について考える。この解は、
{\displaystyle r(t)=\left\{{\frac {1}{a}}+\left({\frac {1}{r_{0}^{2}}}-{\frac {1}{a}}\right)e^{-2at}\right\}^{-1/2}}
{\displaystyle \theta (t)=t+\theta _{0}}
と得ることができる。ここで r0 および θ0 は初期値、a は定数である。ポアンカレ断面を Σ = {(r, θ) | θ = θ0} すなわち θ0 を通る r 軸に設定する。Σ から出発した軌道が Σ に戻る帰還時間は 2π なので、この場合のポアンカレ写像は
{\displaystyle P(r)=\left\{{\frac {1}{a}}+\left({\frac {1}{r^{2}}}-{\frac {1}{a}}\right)e^{-4a\pi }\right\}^{-1/2}}
である。
周期的な非自律系の場合は、例として、A および ω を定数とする次のような系を考える。
{\displaystyle {\frac {dx}{dt}}=-x+A\sin \omega t}
この解は、
{\displaystyle x(t)=(x_{0}-c_{3})e^{-t}+c_{2}\sin \omega t+c_{3}\cos \omega t}
と得ることができる。ここで x0 は初期値、c2 および c2 は A および ω によって決まる定数である。θ = ωt という変数を導入すると、円筒 (x, θ) を系の拡大相空間と見なすことができる。これに対してポアンカレ断面を Σ = {(x, θ) | θ = 0 mod 2π} と取ると、Σ から出発した軌道が Σ に戻る帰還時間は 2π/ω であるから、この場合のポアンカレ写像は
{\displaystyle P(x)=(x-c_{3})e^{-2\pi /\omega }+c_{3}}
である。

## 性質

### 基本的性質
微分方程式の解の一意性より、それに対するポアンカレ写像も1対1対応が成立する。微分方程式が定める流れ φ が C r 級であれば、定義よりポアンカレ写像 P(x)  も C r 級で、P(x)  の逆写像も C r 級でもある。よって、C r 級流れに対するポアンカレ写像は C r 級微分同相写像である。さらに、帰還時間 τ(x) も C r 級函数である。

一つの周期軌道に対して異なる断面を取っても、それらのポアンカレ写像は位相共役である

ある周期軌道に対して異なるポアンカレ断面 Σ1 と Σ2 を取ったとする。Σ1 と Σ2  上に定義されるポアンカレ写像を P1 と P2 と表す。このとき、P1 と P2 は C r 共役の関係にある。すなわち
{\displaystyle P_{1}\circ h=h\circ P_{2}}
を満たす C r 級微分同相写像 h が存在する。したがって、周期軌道の充分近い範囲で考える限りは、どこにポアンカレ断面を取ってもポアンカレ写像の性質は変わらないことがいえる。
もしポアンカレ写像がその断面上でアトラクターを持つ場合、元の流れのアトラクターもそこを通過する。ポアンカレ断面上のアトラクターを A とし、それに対応する流れのアトラクターを B とし、x を通過する流れの軌道を O(x) と表すと、
{\displaystyle B=\bigcup _{{\boldsymbol {x}}\in A}O({\boldsymbol {x}})}
である。A と B のハウスドルフ次元の関係には、dimHB = 1 + dimHA が成立する。この関係から、アトラクター全体ではなくポアンカレ断面を利用したアトラクターの次元の計算が可能になる。

### 流れの周期軌道の特徴付け

ポアンカレ写像 P の不動点 p が漸近安定ならば、p を通る周期軌道 γ も漸近安定

流れによる周期軌道の安定性の問題は、ポアンカレ写像の不動点の安定性の問題に帰着でき、周期軌道の安定性は、ポアンカレ写像の固有値で特徴付けできる。一般に、連続力学系において点 p を通る流れ φ(t, p) ないし軌道 O(p) が安定（リアプノフ安定）であるとは、任意の ε > 0 に対してある δ > 0 が存在し、‖ x − p ‖ < δ ならば任意の t ≥ 0 で ‖ φ(t, x) − φ(t, p) ‖ < ε となることをいう。ここで ‖ • ‖ はノルムを表す。流れ φ(t, p) が不安定であるとは、φ(t, p) が安定でないことをいう。安定の条件を満たし、なおかつ、ある δ1 > 0 が存在して ‖ x − p ‖ < δ1 ならば t → ∞ で ‖ φ(t, x) − φ(t, p) ‖ → 0 であるとき、p を通る流れ φ(t, p) ないし軌道 O(p) は漸近安定または吸引的であるという。他方、離散力学系における写像の不動点の安定性も同様に定義できる。
Rn 内における流れによる周期軌道を γ とし、その周期を T とする。周期軌道上の点 p ∈ γ に交わるようにポアンカレ断面を取ると、p はポアンカレ写像 P の不動点でもある。p から T 後の状態を与える流れ φ(T, p) の微分 Dφ(T, p) は、1 を必ず固有値として持つ。Dφ(T, p) の 1 以外の固有値を λ1 … λn − 1 とする。すると、p ∈ γ におけるポアンカレ写像 P の微分 DP(p) は、同じ固有値 λ1 … λn − 1 を持つ。そして次のように安定性が判別できる。
- λ1 … λn − 1 の絶対値が全て 1 より小さければ、離散力学系の定義の意味で P の不動点 p は漸近安定（吸引的）で、連続力学系の定義の意味で軌道 γ も漸近安定（吸引的）である[68][69]。
- λ1 … λn − 1 の絶対値が一つでも 1 より大きければ、離散力学系の定義の意味で P の不動点 p は不安定で、連続力学系の定義の意味で軌道 γ も不安定である[68]。

周期軌道のサドルノード分岐の様子

流れの周期軌道の分岐の分類も、ポアンカレ写像の不動点の分岐に帰着して理解することができる。流れが周期的な非自律系の場合でも、同様にストロボ写像に帰着させることができる。例えばサドルノード分岐とは、安定な不動点と不安定な不動点が衝突し、不動点が消滅するという現象が起きるだが、ポアンカレ写像の不動点がサドルノード分岐を起こすとき、対応する流れの周期軌道でも不安定な周期軌道と安定な周期軌道が衝突し、周期軌道が消滅する現象が起きる。分岐の向きが逆の場合も同様に、ポアンカレ写像の分岐と流れの周期軌道の分岐が対応付く。
ほかの離散力学系の分岐現象であるトランスクリティカル分岐、ピッチフォーク分岐、周期倍分岐、ネイマルク・サッカー分岐も、流れの周期軌道の分岐現象と対応付けできる。流れの周期軌道が周期倍分岐を起こすと、安定な周期軌道が不安定化し、その周囲に2巻きの安定周期軌道が発生する。2巻きの安定周期軌道の周期は、元の1巻き安定周期軌道のおよそ2倍となる。ポアンカレ写像では、安定な不動点が不安定化し、その周囲に安定な2周期点が発生する現象となる。

### 懸垂
ある離散力学系が与えられたときに、それをポアンカレ写像として持つ1次元高い連続力学系を作ることもでき、このような手法は懸垂と呼ばれる。ただし、作られる連続力学系の相空間は一般にユークリッド空間ではなく、一意でもない。
離散力学系が多様体 M からそれ自身への微分同相写像 f : M → M で与えられるとする。M と単位区間 [0, 1] との積空間  = M × [0, 1] に対して (x, 1) ∼ (f(x), 0) という同値関係を考えることで、商空間 /∼ を新しい相空間として導入する。[•] をガウス記号とすると、空間 /∼ 上に
{\displaystyle \varphi (t,({\boldsymbol {x}},s))=(f^{[t+s]}({\boldsymbol {x}}),(t+s)-[t+s])}
で定まる流れが、離散力学系 f の懸垂である。

## ポアンカレ写像による観察例
相空間が R3 のときは、連続力学系（流れ）による軌道の種類に応じ、それに対するポアンカレ写像の軌道はおおまかに以下のような様相となる。
- 元の軌道が周期軌道であれば、それが通過するポアンカレ断面上の点列は有限個の点となる[81][11]。それらの点はポアンカレ写像にとっての不動点または周期点となる[82]。
- 元の軌道が準周期軌道であれば、それが通過するポアンカレ断面上の点列は1つの閉曲線を稠密に埋めつくす[11][83]。
- 元の軌道がストレンジアトラクター上の軌道であれば、それが通過するポアンカレ断面上の点列はランダムのように飛び飛びだが、なんらかの幾何的構造を持つ[84]。
- 元の軌道が保存系のカオスであれば、それが通過するポアンカレ断面上の点列はカオスの海と呼ばれる有限の領域を占める点群となる[85]。

### 周期軌道およびリミットサイクルの例

ファン・デル・ポル方程式の相図。ポアンカレ断面 v^{+} と、リミットサイクルに対応するその断面上の不動点 x_{f} の様子。青色および橙色の曲線はリミットサイクルの外側および内側の初期値から出発する軌道で、どちらもリミットサイクルに近づく。

連続力学系の漸近安定な周期軌道はリミットサイクルとも呼ばれる。安定なリミットサイクルの周りの軌道は、回転しながらリミットサイクルへ近づいていく。次のファン・デル・ポル方程式は周期軌道ならびにリミットサイクルを持つ非線形微分方程式の基本的な系として知られる。
{\displaystyle {\frac {dx}{dt}}=y-x^{3}+x}
{\displaystyle {\frac {dy}{dt}}=-x}
上式の xy 相平面には唯一の周期軌道が存在し、なおかつ原点以外の全ての点から出発する軌道はこの周期軌道に吸引される。原点を端点とする半直線 v+ = {(x, y) | y > 0, x = 0} をポアンカレ断面として設定してヌルクラインなどを交えて考察すると、ポアンカレ写像 P : v+ → v+ は全単射になっており、さらに P は v+ 上に唯一の不動点 xf を持ち、これがファン・デル・ポル方程式の周期軌道に対応していることが分かる。さらに、任意のポアンカレ断面上の点 x0 ∈ v+ は、n → ∞ で P(x0) → xf であることが証明できる。ファン・デル・ポル方程式を含んだより広いクラスのリエナール方程式がリミットサイクルを持つこともまた、ポアンカレ写像を利用して証明できる。

ローレンツ方程式の2巻する周期軌道とポアンカレ写像

2巻きして軌道が閉じるような周期軌道に対してポアンカレ断面を取ると、同じ向きに横切るという制約のもとで周期軌道とポアンカレ断面は2点で交わる。3次元の系であるローレンツ方程式
{\displaystyle {\frac {dx}{dt}}=-\sigma x+\sigma y}
{\displaystyle {\frac {dy}{dt}}=rx-y-xz}
{\displaystyle {\frac {dz}{dt}}=-bz+xy}
では、パラメータ（定数）が σ = 10, r = 220, b = 8/3 のとき、xyz 相空間内に2巻きの周期軌道が存在する。このパラメータの周期軌道は漸近安定である。この周期軌道を横断するポアンカレ断面を取り、断面上の交点2つを x1 と x2 とすれば、ポアンカレ写像の軌道が {x1, x2, x1, x2, …} という2周期点から成る周期軌道であることが見て取れる。

### ストレンジアトラクターの例

ローレンツ方程式のストレンジアトラクターとポアンカレ写像。 を通る xy 平面をポアンカレ断面とし、断面を下から上へ抜けるときをプロットしている。

周辺の軌道を引き付ける相空間内の不変集合はアトラクターと呼ばれ、漸近安定な周期軌道もアトラクターの一種である。アトラクター上で軌道がカオス的振る舞いを示すものはストレンジアトラクターと呼ばれ、上記のローレンツ方程式で発生するストレンジアトラクターはその典型例である。パラメータ σ = 10, r = 28, b = 8/3 で現れるストレンジアトラクターは穴の開いた少し曲がった円板を2枚貼り合わせたような形をしており、ローレンツアトラクターという呼び名でも知られる。このパラメータでは2つの不安定平衡点が存在し、ローレンツアトラクター上の軌道はこれら平衡点の周りを不規則に行ったり来たりしながら周回する。
2つの不安定平衡点の z 座標はともに z = r − 1 なので、z = r − 1 を通る xy 平面をポアンカレ断面として取ったポアンカレ写像を考える。この断面を通過する点をプロットすると、2本の線分のような構造が現れる。これは、3次元で見たローレンツアトラクターが2次元に近い（平面プラスα）構造であることに対応する。実際にフラクタル次元を計算すると、元のローレンツアトラクターは D ≈ 2.06 と2次元に近く、ポアンカレ断面では D ≈ 1.06 と1次元に近いことが確かめられる。

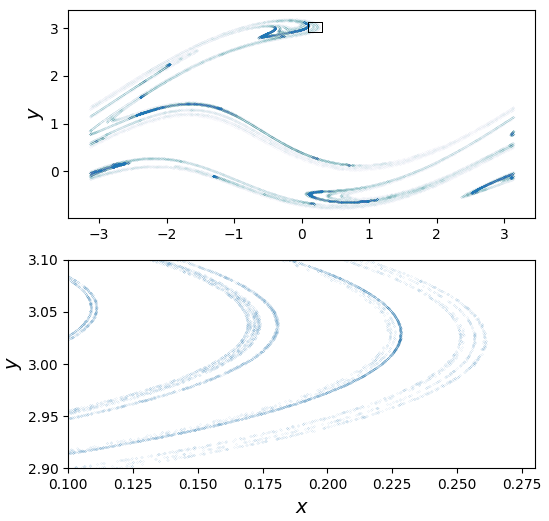
周期的な外力が働く減衰単振り子のポアンカレ写像（時間 2π/Ω 刻みのストロボ写像）。 のとき。下図は、上図の四角形範囲の拡大で、ストレンジアトラクターのフラクタル構造が見える。

周期的な非自律系におけるストレンジアトラクターの一つの例は、減衰のある単振り子に周期的な駆動力が働く場合である。この系は、次のような運動方程式で表すことができる。
{\displaystyle {\frac {dx}{dt}}=y}
{\displaystyle {\frac {dy}{dt}}=-\gamma y-\sin x+B\cos {\Omega t}}
変数 x と y は振り子の角度と角速度を意味する。第二式の B cos Ωt が周期駆動力で。パラメータ B と Ω は周期的駆動力の振幅と角速度を意味し、γ は減衰の強さを意味する。
例として γ = 0.5 および Ω = 2/3 に固定し、B を増加させていくと、周期的およびカオス的な軌道が生まれる。しかし、これらの軌道を x, y, t を座標とする図でそのまま表示しても複雑で、特徴が把握しづらい。 一方、前述のストロボ写像の考えを利用し、 t が T = 2π/Ω 増すごとに xy 平面（＝ポアンカレ断面）上の点を取って観察するとアトラクターの構造が明瞭となる。ポアンカレ断面上に表示されたストレンジアトラクターの一部を拡大すると、自己相似な入れ子構造すなわちフラクタル構造になっていることが観察できる。例えば γ = 0.22, B = 2.7, Ω = 1 のとき、ポアンカレ断面上のストレンジアトラクターのフラクタル次元は D ≈ 1.4 である。

### 保存系のトーラスおよびカオスの例

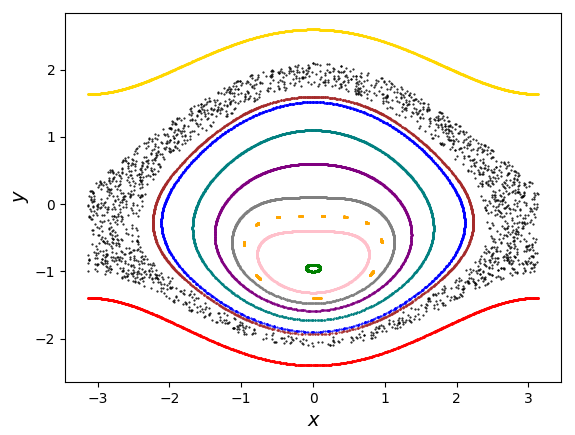
周期的な外力が働く単振り子のポアンカレ写像（時間 2π/Ω 刻みのストロボ写像）。 の場合。それぞれの色のプロットが、別々の初期値から出発する1本の軌道に対応する。

保存系とは相空間の体積要素が時間発展でも一定に保たれる力学系のクラスで、ハミルトン系がその典型例である。簡単な保存系の例は減衰の無い単振り子に周期的な駆動力が働く系で、次のような運動方程式で表すことができる。
{\displaystyle {\frac {dx}{dt}}=y}
{\displaystyle {\frac {dy}{dt}}=-\sin x+B\sin {\Omega t}}
この式では周期駆動力は sin としている。
この系の軌道を x, y, t を座標とする3次元拡大相空間で考え、t 座標上で T = 2π/Ω ごとにポアンカレ断面を取り、拡大相空間上の軌道との交点を観察する。外力が小さいケースとして B = 0.1 についてポアンカレ写像で軌道を観察すると、3次元拡大相空間上でトーラスを成す準周期軌道の切り口として楕円状の点列、3次元拡大相空間上の非周期軌道の切り口として多数の点が帯状に集まった点列が観察される。前者は（トーラスの）島などと呼ばれ、後者は保存系のカオスが占める有限領域でカオスの海などと呼ばれる。このようなトーラスの島とカオスの海からなる相空間構造は、特に可積分系に摂動を加えた近可積分ハミルトン系の典型的な様相である。

## 数値計算
解析的に解けないような常微分方程式が与えられた場合は、ルンゲ・クッタ法などの数値計算で1つの初期値に対する解の軌道を近似的に得ることができる。ポアンカレ写像も大抵の場合は数値計算によってのみ得られる。
ポアンカレ写像を計算する場合、設定したポアンカレ断面を軌道がまたぐかどうかの判定を行う。例えば xy 相平面の系でポアンカレ断面を Σ = { (x, y) ∈ R2  |  x > 0, y = 0} とすると、y の数値が負から正に変わり、なおかつそのときに dy/dt > 0 ならば Σ を上向きに通過する。このときの交点 x を記録することでポアンカレ写像が得られる。一般的なポアンカレ断面 Σ = {x ∈ Rn  | xi = C} であれば、C − xi の数値の符号に着目する。
ルンゲ・クッタ法などの数値計算で得た解は、設定した時間刻み Δt ごとの離散的な数値として得られる。得られた離散的な解の数値を {x(0), x(1), …, x(k), x(k+1), …} とし、x(k) と x(k+1) のあいだでポアンカレ断面 Σ との交差が起きているとき、理想的にはちょうど Σ 上の x の数値を知りたい。このような改善として、ほぼ x(k+1) ∈ Σ となるように、内挿や数値積分などによって x(k) から x(k+1) を計算する時間刻み Δt を調整する手法が考えられている。
周期的な非自律系でストロボ写像を得る場合も同様に、周期を 2π とすると、t = 0 から t = 2π までの数値計算によって時間 2π 写像が得られる。総時間 2πN まで計算するとしたら、t = 0 から t = 2π までの計算が N 回繰り返されるようにして t = 2πN までの解を得ることが有効である